# Громник (книга)
Громники (Громовники, Молниянники) — гадательные и «отреченные» (апокрифические) книги астрологического содержания, имевшие хождение в православных славянских землях в XV и XVI веках. Обычно представляют собой переработки греческих и иных иностранных текстов. Сохранившиеся списки громников — сербского письма.
Громник заключает в себе различные, расположенные по месяцам предзнаменования (о состоянии погоды, о будущих урожая, болезнях, ратях и прочем), соединяемые с громом и землетрясением; к этому присоединяются иногда и заметки «о состоянии луны право или полого», с указанием на значение таких признаков в разные времена года.

## Выдержки из Громовника
Из рукописи, принадлежащей графу А. С. Уварову № 561, изданной Н. С. Тихонравовым:
А сие месяцам окружение:
Месяц март окружен — воды много будет;
Месяц апрель окружен — рать будет;
Месяц май окружен — рати великие будут;
Месяц июнь окружен — зверям смерть будет;
Месяц июль окружен — рыбы много будет;
Месяц август окружен — дожди великие будут;
Месяц сентябрь окружен — сухо будет;
Месяц октябрь окружен — жита много будет;
Месяц ноябрь окружен — глад будет;
Месяц декабрь окружен — снега великие будут;
Месяц январь окружен — морозов много будет;

Месяц февраль окружен — сильные цари и князи сражаются от востока до запада.

## Определение
«Громники» содержат прогнозы о природных катаклизмах, урожайности сельскохозяйственных культур, поведении диких животных и явлениях социального порядка (эпидемии, смуты, войны в разных странах) в зависимости от появления грома в каждый из двенадцати лунных месяцев года. Судя по «Громнику» из рукописи РГБ. Муз. № 921, воспроизводящему таблицу движения солнца по знакам зодиака, в древнерусских рукописях Громника речь могла идти также о месяцах юлианского, а не лунного года.
Предполагаемая в «Громнике» возможность иметь суждение об успехах хозяйственной деятельности человека в зависимости от знамений грома, невзирая на непригодность отдельных предсказаний для Древней Руси (и ориентированных на южнославянский климат), обуславливало популярность и распространённость этого вида гадательной литературы (на что указывает круг интересов кирилловского книжника Ефросина, переписавшего в одном из своих сборников статью «А сия знамения о грому»).
Некоторые редакции «Громника» предположительно повлияли на возникновение другой гадательной книги — «Молниянник». В этом произведении среди признаков, по которым осуществляются предсказания, названы очертания молнии, день месяца и места, в которые молния ударяет. Гадания приурочены к движениям по знакам зодиака Солнца, а не Луны. Причину этого некоторые исследоветели видят в синкретическом облике верховного божества ясного неба Зевса (а на славяно-русской почве — Перуна и Ярилы-Даждьбога), объединившем черты богов-громовержцев и солнечного божества

## Издания
- Громовник // Примери књижевности и језика старога и српско-словенскога / Саставио Стојан Новаковић. — Београд: Државне штампариjе, 1877. — С. 524—527. — 632 с.